# ستيف برونو
ستيف برونو (بالإنجليزية: Steve Bruno) هو فنان قتال مختلط أمريكي، ولد في 1982 في بروكلين في الولايات المتحدة.

## وصلات خارجية
- ستيف برونو على موقع يو إف سي (الإنجليزية)
- ستيف برونو على موقع شيردوغ (الإنجليزية)
- ستيف برونو على موقع IMDb (الإنجليزية)